# 31551 Ashleyking
31551 Ashleyking è un asteroide della fascia principale. Scoperto nel 1999, presenta un'orbita caratterizzata da un semiasse maggiore pari a 2,310977 UA e da un'eccentricità di 0,146475, inclinata di 8,034072° rispetto all'eclittica.